# Neukölln Unlimited
Neukölln Unlimited ist ein deutscher Dokumentarfilm aus dem Jahr 2010. Die Filmemacher Agostino Imondi und Dietmar Ratsch begleiten mit der Kamera die Geschwister Hassan, Lial und Maradona durch den Berliner Stadtteil Neukölln.
Der Film wurde vom rbb in Zusammenarbeit mit Arte koproduziert und von der Filmförderungsanstalt, dem DFFF, dem Medienboard Berlin-Brandenburg sowie von der MFG Filmförderung und dem MEDIA Programm finanziell unterstützt. Arbeitstitel war „Life’s a battle“.

## Handlung

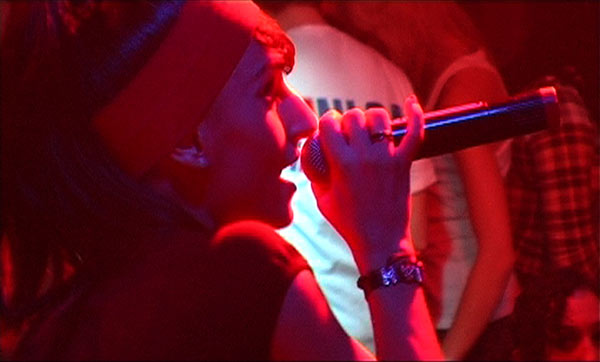
Filmstill aus Neukölln Unlimited

Die Geschwister Hassan (18), Lial (19) und Maradona (14) sind talentierte Musiker und Breakdancer, die seit frühester Kindheit im Berliner Bezirk Neukölln leben. Mit Hip-Hop und Breakdance sind sie aufgewachsen, das ist ihre Sprache, das ist ihre Leidenschaft.
Ihre Familie stammt aus dem Libanon und ist seit 16 Jahren permanent von der Abschiebung bedroht. Daher entwickeln Lial und Hassan den Plan, mit ihrer Kunst den Lebensunterhalt der Familie zu sichern, damit diese legal im Land bleiben darf.
Unter Druck entstehen Spannungen: Zwischen Lial und Hassan entwickelt sich ein Konkurrenzkampf um die Ernährerrolle innerhalb der Familie. Maradona hingegen schlägt einen anderen Weg ein, wiederholt wird er von der Schule suspendiert. Hin- und hergerissen zwischen dem ambitionierten Lebensstil seiner älteren Geschwister und dem Straßenleben mit seinen Kumpels, steht er am Scheideweg zwischen Motivation und Resignation.
Das Blatt wendet sich erst, als Maradona überraschend die Qualifikation zu einer TV-Casting Show gelingt: Sollte er die Siegerprämie von 100.000 Euro gewinnen, könnte er es sein, der die Zukunft der Familie sichert.

## Musik und Tanz
Die Filmmusik wurde von den Berliner Komponisten Eike Hosenfeld, Moritz Denis und Tim Stanzel komponiert. Die Musiker ließen sich von der HipHop- und Breakdance-Kultur inspirieren, mit der sich die Protagonisten des Filmes identifizieren. Um den multiethnischen Alltag Neuköllns zu untermalen, vermischten die Musiker moderne Beats mit traditionell-orientalischen Klängen.
Weitere Songs im Film sind Originalmusiken von Hassan und Lials Popband No IBN.
Neben den verschiedenen Sub-Genres des Streetdance kommen auch andere Tanzarten zum Zuge, wie zum Beispiel Modern Dance und Expressionistischer Tanz. Diese werden von den Protagonisten des Filmes genutzt, um ihr Lebensgefühl auszudrücken. Für Neukölln Unlimited sind diese Tänze daher eine filmische Metapher für das Coming of Age der drei Geschwister.

## Animationselemente
Um das Erlebnis der Abschiebung und das Fremd-Fühlen im „Heimatland“ Libanon für den Zuschauer erlebbar zu machen und ihn auf eine emotionale Reise mitzunehmen, wurde die Erinnerungsebene streckenweise in animierten Bildern umgesetzt. Der Comic-Stil orientiert sich an Graffiti, die in der HipHop- und Breakdance-Kultur ein wichtiges künstlerisches Ausdrucksmittel sind.
Für die Zeichnungen war der Comic-Künstler Benjamin Kniebe verantwortlich. Die einzelnen Bilder wurden dann von der Animateurin Julia Dufek belebt. Da Neukölln Unlimited ein Low-Budget-Film ist, wurde auf komplizierte Animation verzichtet und die Dramatik mit Hilfe von Musik und Sounddesign erzeugt, und nicht zuletzt durch die Erzählung Hassans.

## Drehorte
Im Film ist die Turnhalle der Rütli-Schule Austragungsort eines Breakdance Battles, an dem B-Boy Maradona teilnimmt. Andere bekannte Locations im Film sind die East Side Gallery, das Sowjetische Ehrenmal im Treptower Park sowie der frühere Techno-Club E-Werk.

## Festivals

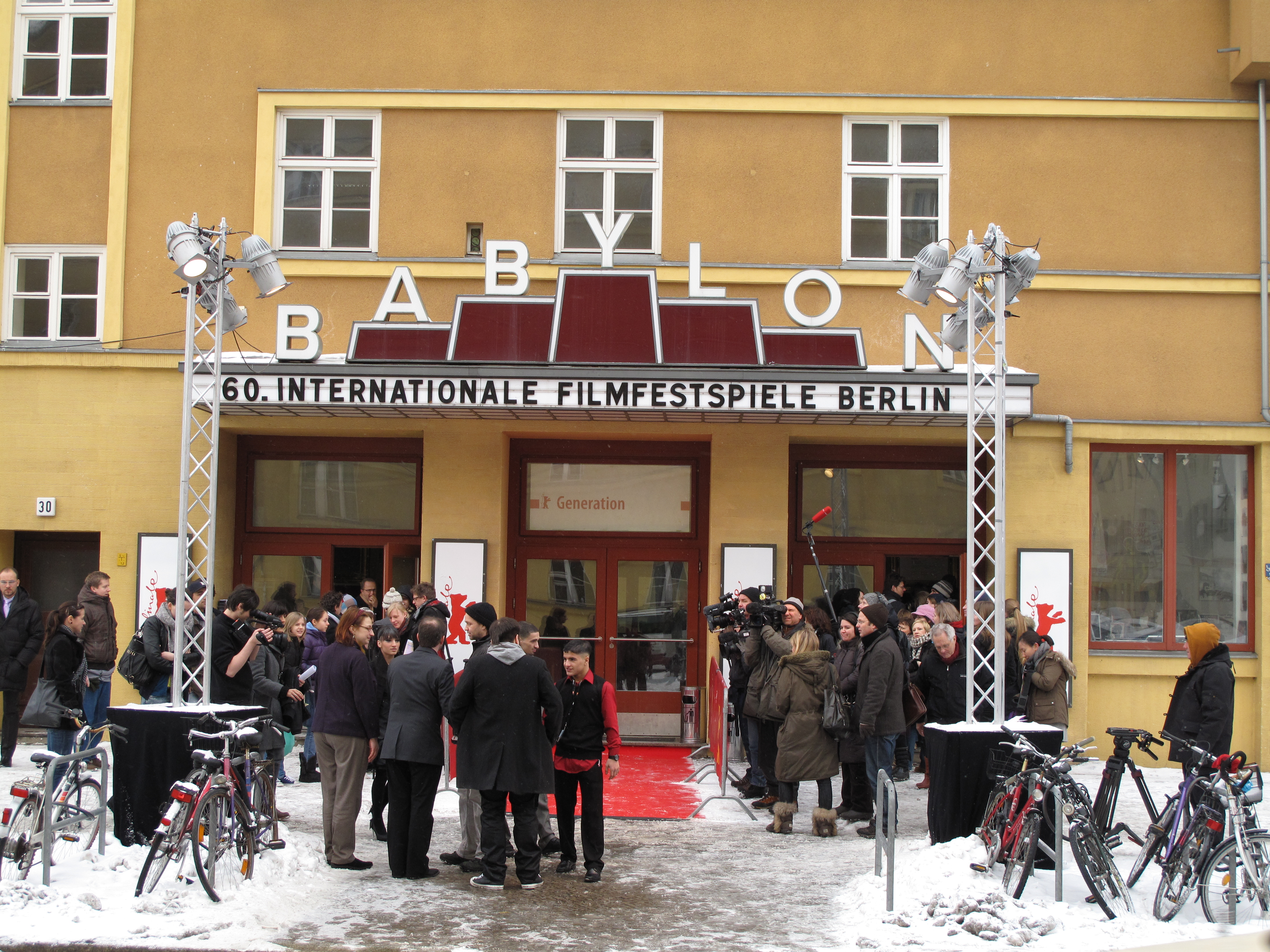
Premiere des Films am 13. Februar 2010 im Kino Babylon, Darsteller und Filmschaffende vor dem roten Teppich

Der Film wurde im Rahmen der Berlinale 2010 in der Sektion Generation 14Plus uraufgeführt, wo er auch den Gläsernen Bären für den besten Feature Film gewonnen hat.
- 12th Buenos Aires International Festival of Independent Cinema[4]
- 23rd Singapore International Film Festival[5]
- Sarajevo Film Festival 2010
- CineSparks Film Festival for Young People, Brisbane 2010[6]
- 12th Taipei Golden Horse Film Festival, Sektion „Next Generation“
- 11th Seoul International Youth Film Festival, Sektion „It’s ok to be different“
- 6th Tel Aviv International Children Film Festival

## Preise und Nominierungen
- Berlinale 2010: Gläserner Bär für besten Langfilm in der Sektion Generation 14Plus (gewonnen)
- Preis der deutschen Filmkritik 2011[7] (nominiert)
- Friedensfilmpreis 2010 (nominiert)[8]
- Buster Film Festival 2010, Copenhagen: für besten Dokumentarfilm (gewonnen)
- Chicago International Children’s Film Festival: für besten langen Dokumentarfilm (gewonnen)
- Movies That Matter Film Festival, Den Haag; MovieSquad All Rights Award für besten Jugendfilm (gewonnen)
- Deutscher Dokumentarfilmpreis (nominiert)

## Rezeption
Der Film erhielt nach seiner Uraufführung und Kinostart überwiegend positive Rezensionen seitens der Presse:
„Neukölln Unlimited zeigt, dass hinter harten Statements ausgesprochen differenzierte Menschen stehen, die eine beeindruckende Stehauf-Mentalität entwickelt haben“, schreibt Bernd Buder vom film-dienst. Dies sei ein Dokumentarfilm, der „nah an seinen Protagonisten bleibt“ und deren Widersprüchlichkeiten „ungeschönt protokolliert“.
„Neukölln Unlimited ist nicht nur ein Migrationsdrama, in dem die Willkür der deutschen Abschiebepraxis deutlich wird, es ist auch ein Breakdance-Film“, stellt Jan Kedves von der taz klar. Dass der Film einen „leicht megalomanischen“ Titel trägt, zeige, dass die Regisseure Agostino Imondi und Dietmar Ratsch „Ernst machen wollten mit dem Versprechen, das sie Hassan zu Beginn der Dreharbeiten gaben: dass es ein großer Film werden würde“.
„Imodi und Ratsch haben ein lebhaftes, optisch ambitioniertes Porträt des wohl berüchtigsten Berliner Kiezes geschaffen“, schreibt Nadine Lange im Tagesspiegel; vor allem sei Neukölln unlimited „ein kluger Beitrag zur oft hitzig geführten Debatte über Migrantenkinder“.
Hannah Pilarczyk von Spiegel Online meint, der Film „dürfte für Verblüffung unter Multikulti-Skeptikern sorgen“. Während des Filmes rücke Maradona langsam in den Mittelpunkt: „Man fängt an, sich um ihn Sorgen zu machen, aber auch sich zu ärgern, dass er den Einsatz seiner Geschwister nicht achtet. So beweist er letztlich, dass die medienwirksamste Geschichte immer noch die von der schwierigen, stets gefährdeten Integration ist. Die repräsentativste Geschichte ist sie deshalb aber noch lange nicht – und weil das Neukölln Unlimited genauso nachdrücklich klar macht, hat der Film alle Begeisterung eben doch verdient.“
Anna-E. Younes von di.wan fragt, warum der Film in einer neoliberalen Logik verhaftet bleibt, „in der „Versagen“ dem Individuum zugeschrieben wird, aber nicht genauso dem „System“?“ … Neukölln Unlimited sei somit „auch ein Aufruf, dass Themen wie Integration, Abschiebung, sozialer Ausschluss und Verweigerung öfter thematisiert werden müssen – vielleicht diesmal mit weniger Effekten, aber mit mehr Inhalt – auch wenn der manchmal schwerer verdaulich ist und nicht in allzu viele Kinos kommt.“